# Una brutta storia
Una brutta storia (Un mauvais fils) è un film del 1980 diretto da Claude Sautet.
Dopo una brutta esperienza, un giovane cerca di reinserirsi nella società e riallacciare rapporti umani.

## Trama
Bruno Calgagni torna a Parigi dopo cinque anni di carcere negli Stati Uniti dove venne arrestato per uso e spaccio di sostanze stupefacenti.
Il padre René lo riaccoglie a casa sua, seppure si mostri prudente. Tra i due sembra tornare il sereno finché non si tocca l'argomento della morte della madre di Bruno, avvenuta due anni prima. René, senza mezzi termini, attribuisce al figlio la responsabilità di aver fatto cadere in depressione la moglie, morta poi per eccesso di farmaci.
Sentitosi indesiderato, Bruno lascia la casa del padre e si trasferisce nella modesta abitazione dell'amico Taïeb, col quale lavora in una ditta di trasporti. Costretto a presentarsi in un centro di igiene mentale per il suo status di ex tossicodipendente, vi trova un'opportunità di lavoro temporaneo presso un libraio. Il signor Dussart ha un negozio di libri antichi nel quale lavorano già il fido Carlos e, da sei mesi, Catherine, arrivata lì con lo stesso canale di Bruno.
Bruno è subito attratto da Catherine che, a differenza del principale, sembra averlo preso in antipatia. Quando lui si dichiara a lei, però, le cose cambiano repentinamente. In breve i due formano una coppia e Bruno può trasferirsi nella grandissima casa di Catherine. Il problema, che emergerà presto, è che la ragazza ha ripreso a drogarsi. Quindi Bruno, grazie a Taïeb, sfrutta l'opportunità di andare a lavorare in una falegnameria, dove ritiene di poter avere un futuro, restando comunque amico del libraio.
Andando a trovare il padre di sorpresa, Bruno scopre che questo ha una relazione con Madeleine, da sempre amica di famiglia. La stessa confessa poi a Bruno che la loro relazione è precedente alla morte della mamma. Così il ragazzo sbotta con il padre che lo aveva accusato di essere la causa della morte della donna, alludendo a responsabilità anche sue. Il padre reagisce e il figlio gli dà uno schiaffo, rompendo di nuovo il rapporto tra i due.
Catherine poi prova a smettere ma al culmine di una crisi di astinenza Bruno, impietositosi, le viene incontro. Dussart, affezionatissimo alla ragazza, prende in mano la situazione e, raccogliendo la volontà della stessa, la porta in un centro per disintossicarsi.
Intanto Bruno viene a sapere che il padre ha avuto un incidente in cantiere nel quale si è rotto il femore. Si è quindi dovuto operare ed è fermo da mesi e dovrà stare fermo ancora molto per la riabilitazione. 
Dedicatosi con successo al proprio lavoro, non ha più avuto la forza di scrivere né di telefonare a Catherine, che seguita da Dussart fa grandi progressi. Ma sente di dover riavvicinare il padre che, nel frattempo ha lasciato Madeleine, rimanendo solo al mondo.
Tornato dal padre, questi è ancora accidentato e visibilmente contento della visita. Il figlio si dimostra premuroso e coglie positivamente l'atteggiamento dello scorbutico padre. Mentre questi si addormenta, Bruno prende il telefono e chiama Catherine per sapere come vada la sua riabilitazione.

## Accoglienza

### Critica
Il film venne accolto per lo più positivamente dalla critica francese, che pure venne influenzata dalla recente vicenda che vide al centro la figura di Patrick Dewaere. Poco tempo prima dell'uscita del film, l'attore fu infatti protagonista di un'aggressione violenta nei confronti del giornalista del Journal de dimanche Patrice de Nussac, reo a suo dire, di aver fatto un servizio sul suo matrimonio con Élisabeth Chalier, dopo aver promesso di non rendere pubblica la circostanza. A seguito di questo Dewaere fu oggetto di un boicottaggio da parte della stampa francese che addirittura cominciò a parlarne senza citare il suo nome ma chiamandolo solo con le sue iniziali "P.D.". Le cose sono cambiate decisamente dopo la morte per suicidio del tormentato attore, avvenuta nel 1982.

## Riconoscimenti
- Premi César 1981: 
  - migliore attore non protagonista a Jacques Dufilho
  - Candidatura per il miglior regista a Claude Sautet
  - Candidatura per il migliore attore a Patrick Dewaere
  - Candidatura per la migliore attrice non protagonista a Claire Maurier
  - Candidatura per la migliore scenografia a Dominique André
  - Candidatura per il miglior sonoro a Pierre Lenoir